# Championnat de France de rugby à XV 1954-1955
Navigation
1953-1954 1955-1956
Le championnat de France de rugby 1954-1955 de première division est disputé par 48 clubs groupés en six poules de huit. Les cinq premiers de chaque poule et les deux meilleurs sixièmes (soit 32 clubs) sont qualifiés pour disputer une phase par élimination directe à partir des seizièmes de finale. 
À l'intersaison, la FFR a créé trois divisions : Nationale (ou première division), Fédérale (ou deuxième division) et Excellence (ou troisième division).
Le championnat de première division a été remporté par l'USA Perpignan qui a battu le FC Lourdes en finale. C'est le sixième titre de champion de France de rugby remporté par Perpignan.
Perpignan également vainqueur du Challenge Yves du Manoir réalise le doublé.

## Contexte
Le Tournoi des Cinq Nations 1955 est remporté par le pays de Galles et la France qui ont terminé à égalité. Le Challenge Yves du Manoir est remporté par l'USA Perpignan qui a battu Mazamet en finale.

## Phase de qualification
Le nom des équipes qualifiées pour les 16e de finale est en gras.
| - AS Soustons - FC Grenoble - Section paloise - Castres olympique - RC Narbonne - AS Roanne - US Dax - Stade lavelanétien                               | - Lyon OU - Stade toulousain - SC Tulle - Racing club de France - USA Limoges - Biarritz olympique - US Cognac - SC Graulhet       | - SU Agen - Stade rochelais - FC Lourdes - US Montélimar - RC Vichy - CA Périgueux - Stade montois - US bressane |
| - Aviron bayonnais - SC Angoulême - US Bergerac - RC Toulon - Entente Côte-Vermeille (Port-Vendres-Banyuls-sur-Mer) - US Carmaux - US Romans - CA Brive | - US Montauban - CS Vienne - Tyrosse RCS - AS Montferrand - Stade bagnérais - Paris université club - Stadoceste tarbais - SC Albi | - CA Bègles - USA Perpignan - AS Béziers - CO Le Creusot - SC Mazamet - TOEC - Stade niortais - FC Auch          |

## Seizièmes de finale
Les équipes dont le nom est en caractères gras sont qualifiées pour les huitièmes de finale. 
| Équipe 1              | Équipe 2                                              | Résultat |
| --------------------- | ----------------------------------------------------- | -------- |
| USA Perpignan         | SC Graulhet                                           | 17-5     |
| CA Périgueux          | Castres olympique                                     | 6-0      |
| Stade montois         | US Bergerac                                           | 12-3     |
| US Dax                | SU Agen                                               | 11-9     |
| US Romans             | US Cognac                                             | 6-3      |
| SC Albi               | Racing club de France                                 | 9-0      |
| Stade lavelanétien    | AS Béziers                                            | 3-0      |
| RC Toulon             | RC Vichy                                              | 9-6      |
| FC Lourdes            | FC Grenoble                                           | 10-0     |
| CS Vienne             | US Montauban                                          | 16-3     |
| AS Montferrand        | Stade toulousain                                      | 18-0     |
| SC Mazamet            | Lyon OU                                               | 9-6      |
| Paris université club | Entente Côte-Vermeille (Port-Vendres-Banyuls-sur-Mer) | 34-3     |
| SC Tulle              | US Carmaux                                            | 6-3      |
| Section paloise       | TOEC                                                  | 8-0      |
| SC Angoulême          | FC Auch                                               | 3-0      |

Grenoble, champion de France sortant est éliminé dès les seizièmes de finale.

## Huitièmes de finale
Les équipes dont le nom est en caractères gras sont qualifiées pour les quarts de finale. 
| Équipe 1              | Équipe 2     | Résultat |
| --------------------- | ------------ | -------- |
| USA Perpignan         | CA Périgueux | 15-3     |
| Stade montois         | US Dax       | 14-3     |
| US Romans             | SC Albi      | 14-11    |
| Stade lavelanétien    | RC Toulon    | 13-0     |
| FC Lourdes            | CS Vienne    | 22-5     |
| AS Montferrand        | SC Mazamet   | 6-3      |
| Paris université club | SC Tulle     | 24-5     |
| Section paloise       | SC Angoulême | 13-8     |

## Quarts de finale
Les équipes dont le nom est en caractères gras sont qualifiées pour les demi-finales.
| Équipe 1              | Équipe 2           | Résultat |
| --------------------- | ------------------ | -------- |
| USA Perpignan         | Stade montois      | 17-11    |
| US Romans             | Stade lavelanétien | 3-0      |
| FC Lourdes            | AS Montferrand     | 21-3     |
| Paris université club | Section paloise    | 14-9     |

Le Stade montois, premier club français à l’issue des matchs de poules est éliminé dès les quarts de finale par le futur champion de France.

## Demi-finales
| Équipe 1      | Équipe 2              | Résultat |
| ------------- | --------------------- | -------- |
| FC Lourdes    | Paris université club | 8-6      |
| USA Perpignan | US Romans             | 18-0     |

Romans échoue en demi-finale pour la deuxième fois consécutivement.

## Finale
| Équipes        | USA Perpignan - FC Lourdes |
| Score          | 11-6 |
| Date           | 22 mai 1955 |
| Stade          | Parc Lescure de Bordeaux |
| Arbitre        | Georges Laffitte |
| Les équipes    | |
| USA Perpignan  | François Gimenez, Richard Pallach, Roger Capell, Gérard Roucariès, André Sanac, Vincent Mestres, Henri Doutres, Gérard Llaury, Georges Gauby, Jean Serre, René Garrigue, Gaston Rous, René Monié, Serge Torreilles, Jacques Sagols  |
| FC Lourdes     | André Laffont, André Abadie, Daniel Saint-Pastous, Jean Barthe, Louis Guinle, Jean Prat, Célestin Domec, Thomas Manterola, François Labazuy, Antoine Labazuy, Guy Calvo, Roger Martine, Maurice Prat, Henri Rancoule, Pierre Lacaze |
| Points marqués | |
| USA Perpignan  | 3 essais de Gauby, Garrigue et Torreilles, 1 transformation de Serre |
| FC Lourdes     | 2 drops de Jean Prat et F.Labazuy |

Le match se déroule au Parc Lescure qui accueille pour la première fois une finale du championnat de France de rugby. L'affluence était de 39764 spectateurs, la plus grosse affluence pour un match de rugby à Bordeaux avant les demi-finales de Top 14 en juin 2015 dans le tout juste inauguré Nouveau stade de Bordeaux.
L'USAP l'emporte grâce à ses trois essais marqués, alors que Lourdes menait par 6-0 en début de match après 2 drops réussis par Jean Prat et François Labazuy. Les catalans prennent leur revanche contre le FC Lourdes qui les avait battus en finale du championnat en 1952.